# Jean Preuss
Jean Preuss, né le 10 juillet 1904 à Vieux-Condé et mort le 14 septembre 1986 à Saint-Amand-les-Eaux, est un coureur cycliste français, en activité de 1923 à 1929,.

## Palmarès
- 1923
  - 3e de Paris-Lille
- 1924
  - 1re étape du Circuit minier et métallurgique du Nord

## Résultats sur le Tour de France
1 participation
- 1929 : 36e du Classement Général